# Merry Christmas (Marco Carta)
Merry Christmas è un EP natalizio del cantante italiano Marco Carta, pubblicato il 1º dicembre 2014 dalla casa discografica Warner Music Italy/Atlantic Records.

## Descrizione
L'EP contiene 6 classici brani di Natale reinterpretate dal cantante con l'accompagnamento di un'orchestra di 34 elementi. Gli arrangiamenti e le atmosfere dell'album spaziano tra pop e swing.
L'EP debutta alla 13ª posizione nella classifica FIMI.
Dall'EP è stato estratto come singolo Jingle Bell Rock

## Tracce
1. Jingle Bell Rock – 2:39
2. Let It Snow! Let It Snow! Let It Snow! – 2:32
3. All I Want for Christmas Is You – 3:45
4. Oh Happy Day – 3:43
5. Christmas (Baby Please Come Home) – 3:06
6. White Christmas - Bianco Natale – 3:25

Durata totale: 19:10